# Oficina Central de Correos de Manila
La Oficina Central de Correos de Manila, a menudo llamada Edificio de la Oficina de Correos, es la oficina postal principal de Manila, que también sirve como sede de la Corporación de Correos de Filipinas. También alberga las principales operaciones de clasificación y distribución de correo de Filipinas.
Se encuentra a lo largo de las riberas de los ríos en Lawton, Ermita y se encuentra en el extremo norte de Liwasang Bonifacio. Su ubicación a lo largo de la fachada del río Pasig era parte del Plan Burnham de Manila para facilitar el transporte de correo por agua. Su ubicación central con avenidas convergentes hizo que el edificio fuera fácilmente accesible desde todos los lados. La entrada principal del edificio da a Liwasang Bonifacio.
El edificio original fue diseñado por Juan M. Arellano y Tomás Mapúa en estilo neoclásico. La construcción del edificio se inició en 1926 bajo la supervisión del estudio de arquitectura Pedro Siochi and Company. Sin embargo, fue severamente dañado en la Segunda Guerra Mundial durante la Batalla de Manila y posteriormente fue reconstruido en 1946 conservando la mayor parte de su diseño original.
En la noche del 21 de mayo, alrededor de las 11:45 p. m. de la hora estándar de Filipinas (PST), el edificio resultó severamente dañado por un incendio masivo que comenzó en el sótano y se extendió por todos sus pisos, provocado por la explosión de la batería de un coche eléctrico que sufrió un cortocircuito. El incendio tardó más de siete horas en poder ser controlado, quedando arrasada toda la estructura interna realizada en madera.

## Historia
Este transmisor oficial de correo, dinero y bienes tiene sus inicios en la Ley Núm. 462 de la Comisión de Filipinas del 15 de septiembre de 1902, que creó la Oficina de Correos. El servicio postal en el país, aunque tosco y lento, se inició durante el período español con mensajeros a caballo hasta alcanzar las marcadas mejoras que iniciaron los norteamericanos.
Ahora, bajo la supervisión directa de la Oficina del Presidente, el principal centro postal de la actual Corporación de Correos de Filipinas alberga un aspecto moderno y eficiente con su máquina clasificadora automática mecanizada de cartas, nuevo sistema de código postal, correo aéreo, carteros motorizados y todas las demás novedades. instalaciones. Incluso cuando las formas de comunicación más modernas están generalizadas, PHLPost y MCPO aún continúan una tradición centenaria de clasificar y distribuir cartas de los filipinos que aún prefieren el servicio postal.

### Gran incendio de 2023

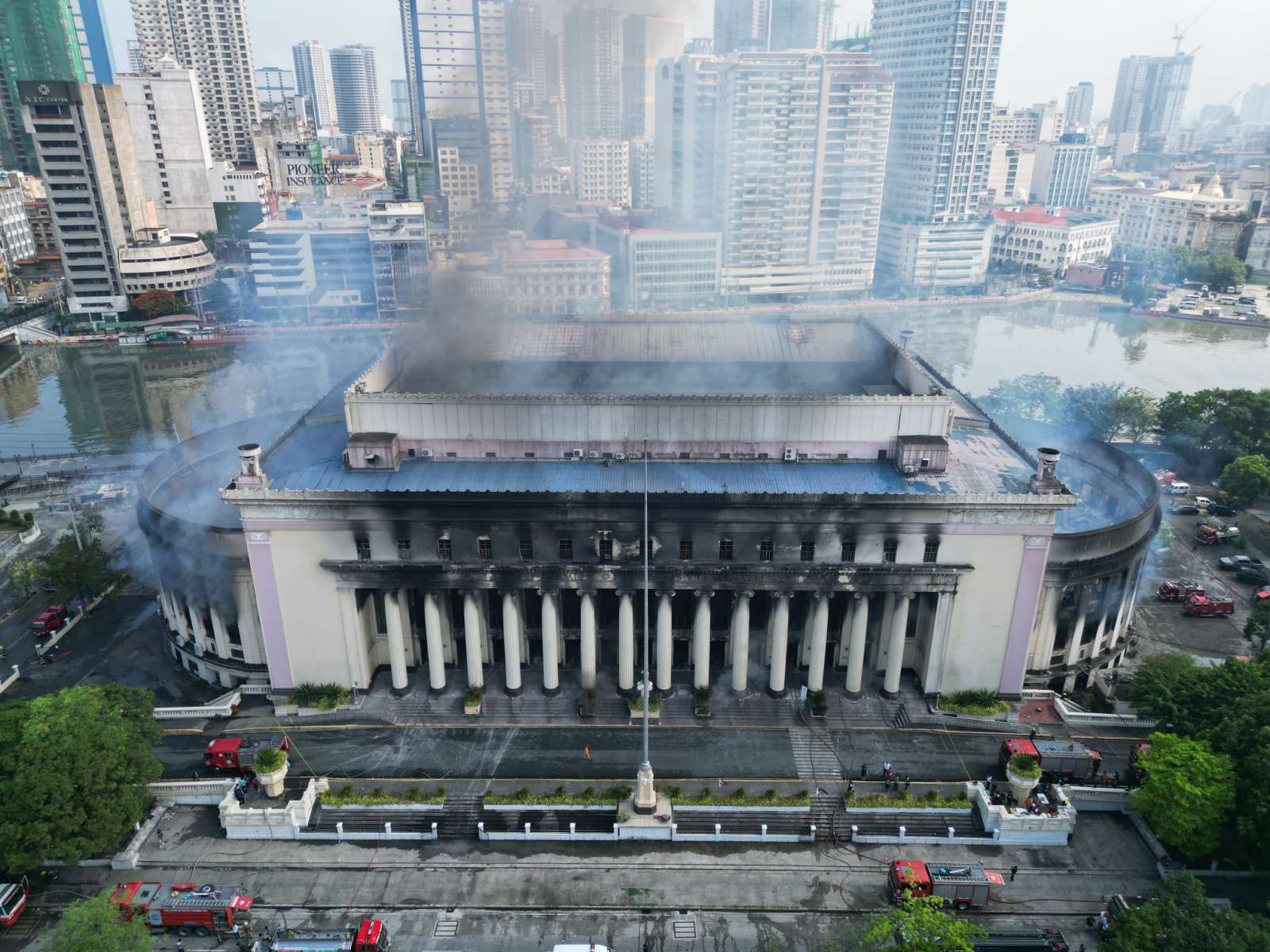
Vista aérea del incendio de mayo de 2023

El edificio que había sido declarado Bien de Interés Cultural en el 2018, sufrió un pavoroso incendio durante la madrugada del 22 de mayo, alcanzando su punto crítico a las 6 a. m. donde no hubo que lamentar pérdidas humanas. El techo y los niveles superiores del edificio quedaron total o parcialmente calcinados. El director de PHLPost, Luis Carlos, informó al medio digital Rappler de que las llamas se propagaron con rapidez, alimentadas por las numerosas cartas y paquetes que había en el interior, hiriendo a quince personas, la mayoría bomberos que participaron en las labores de extinción.
El incendio se originó en la parte sur del sótano, concretamente el módulo Mega Manila Storage Room, donde se encontraban suministros de oficina, diluyentes y latas de pintura, que estaban apiladas cerca de las baterías de los automóviles. Aunque los primeros indicios contemplaron una falla eléctrica o un incendio provocado, en investigaciones posteriores de la Oficina de Protección contra Incendios, se encontró que la causa fue accidental, provocada por la autodescarga repentina de la batería de un automóvil eléctrico (sulfatación). Esta fuga térmica provocó una acumulación repentina de calor y presión que culminó en una explosión, la cual se vio acrecentada, porque parte del contenido combustible del edificio de la oficina de correos se encontraba ubicado en espacios cerrados, generándose una gran cantidad de calor. El hidrógeno y los gases volátiles contenidos en la batería, más la presencia de oxígeno como agente oxidante iniciaron la ignición, que se sostuvo con el resto de materiales combustibles circundantes.
La alcaldesa de Manila Honey Lacuna expresó que la ciudad de Manila trabajaría con el gobierno nacional para restaurar la estructura original del edificio. Posteriormente, el senado creó un comité especial que supervisaría la rehabilitación.

## Arquitectura

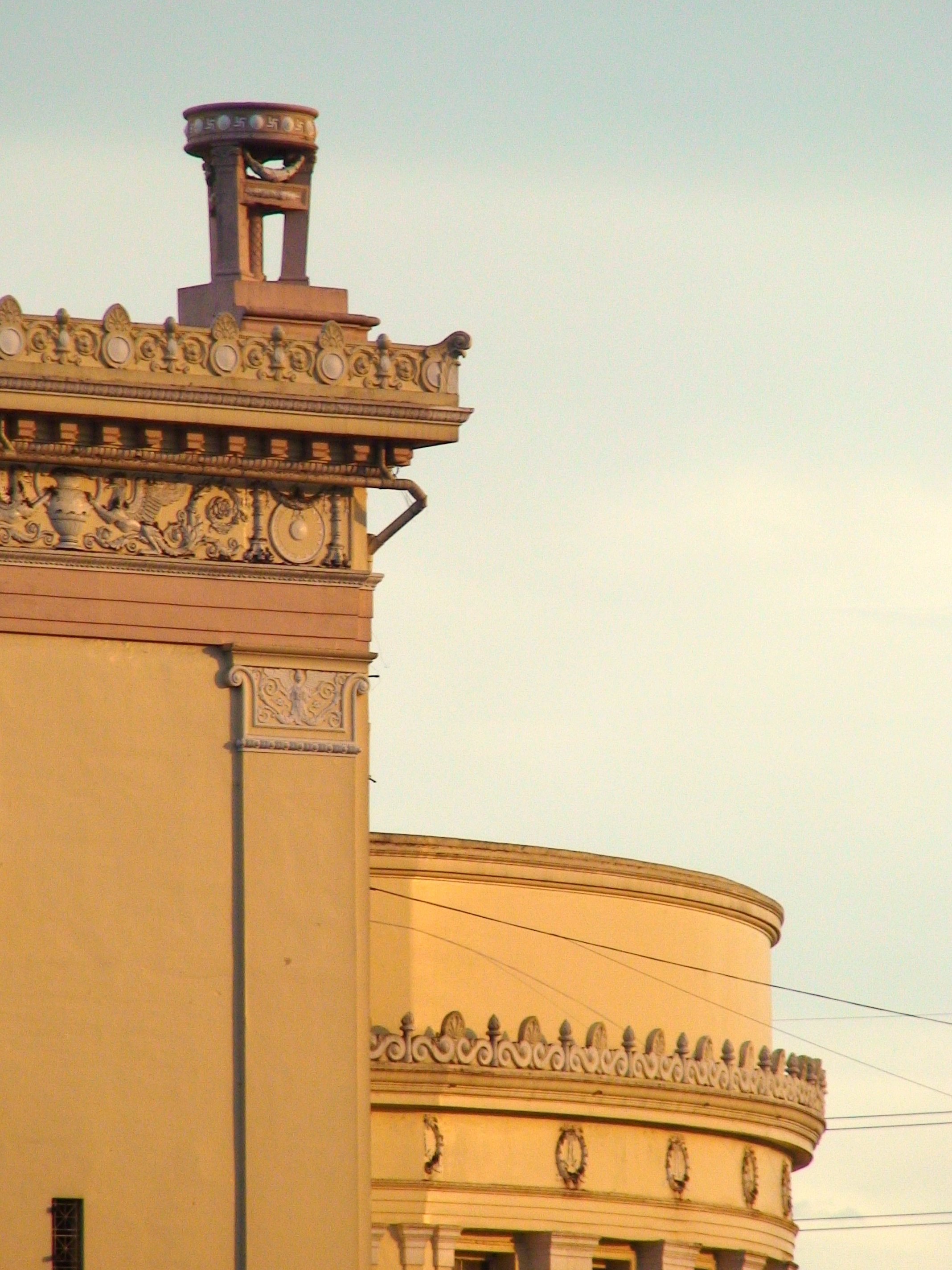
Oficina de correos al atardecer.

La oficina de correos de Manila fue ubicada estratégicamente por Daniel Burnham al pie del puente Jones por dos razones. En primer lugar, el río Pasig podría usarse convenientemente como una ruta fácil para entregar el correo y, en segundo lugar, la oficina de correos podría ser accesible desde todos los lados, incluidos Quiapo, Binondo, Malate y Ermita.
Considerada la obra maestra de Juan Arellano, fue diseñada en estilo neoclásico que expresaba orden y equilibrio. Fue construido en 1926 y tenía un valor de un millón de pesos. Frente al enorme volumen rectangular se encuentran los 16 pilares jónicos alineados que se alinean sobre los escalones justo antes de ingresar al vestíbulo. El cuerpo principal del edificio está coronado por un ático rectangular empotrado y flanqueado y apuntalado por dos alas semicirculares. En el interior, el vestíbulo principal tiene pasillos subsidiarios en cada extremo alojados debajo de los espacios semicirculares techados con cúpulas.
Los planes para completar el edificio de la oficina de correos se hicieron públicos el 28 de noviembre de 1927, pero la adjudicación del proyecto ocurrió un año después, en 1928. Desde el 2 de agosto de 1920 hasta el 9 de enero de 1922, se colocó la fundación. El trabajo se suspendió debido a la escasez de fondos, pero se informó que estaba completo en un 56% hacia fines de año. La terminación del edificio continuó en febrero de 1928.
Las propuestas para la finalización del edificio de la oficina de correos de Manila se dieron a conocer el 28 de noviembre de 1927, pero la adjudicación del proyecto no se hizo hasta 1928.

## Galería

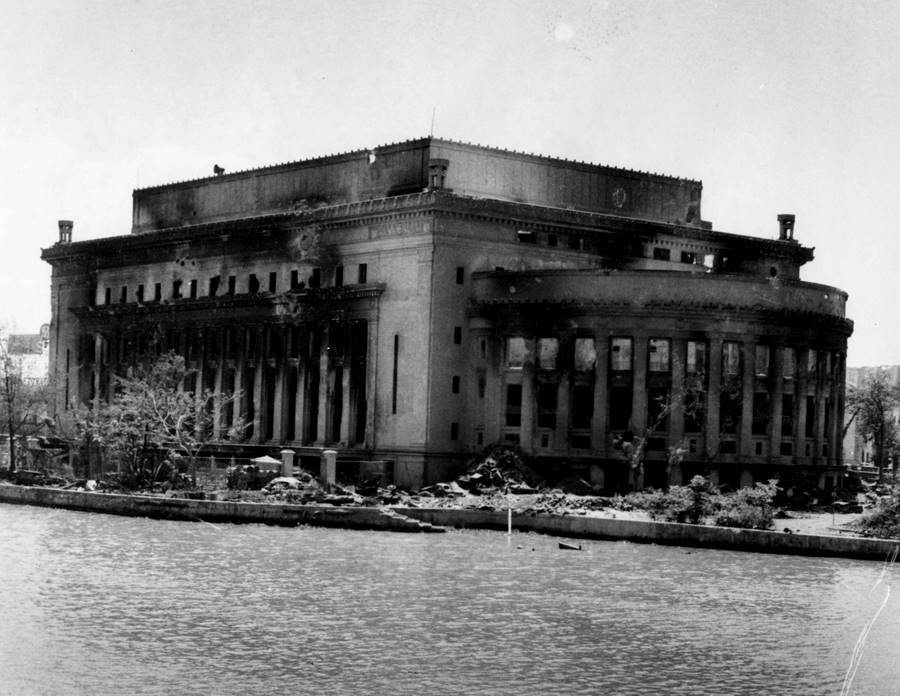
La Oficina Central de Correos de Manila durante la Segunda Guerra Mundial (1945).
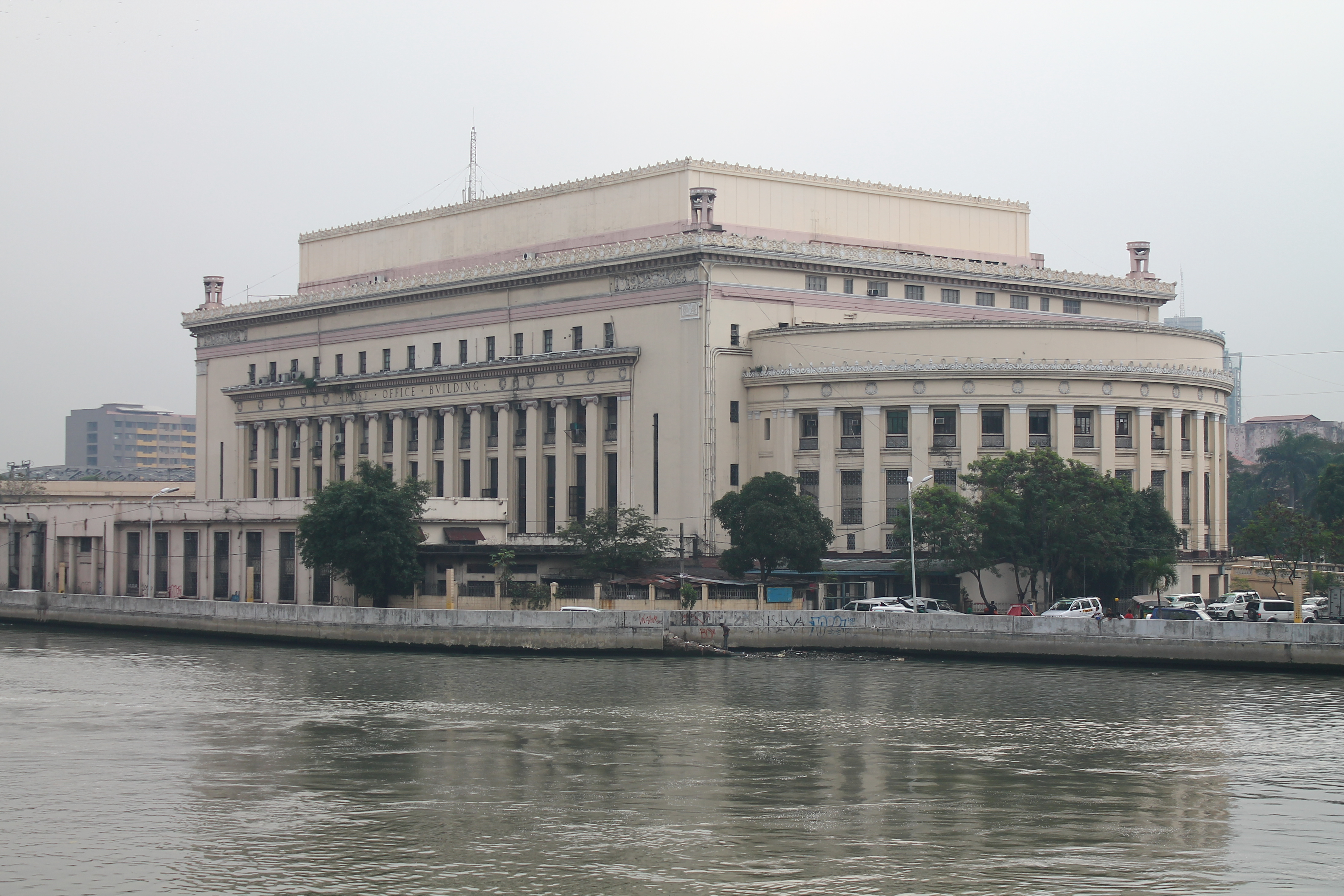
Vista de la Oficina Central de Correos de Manila desde el río Pasig.
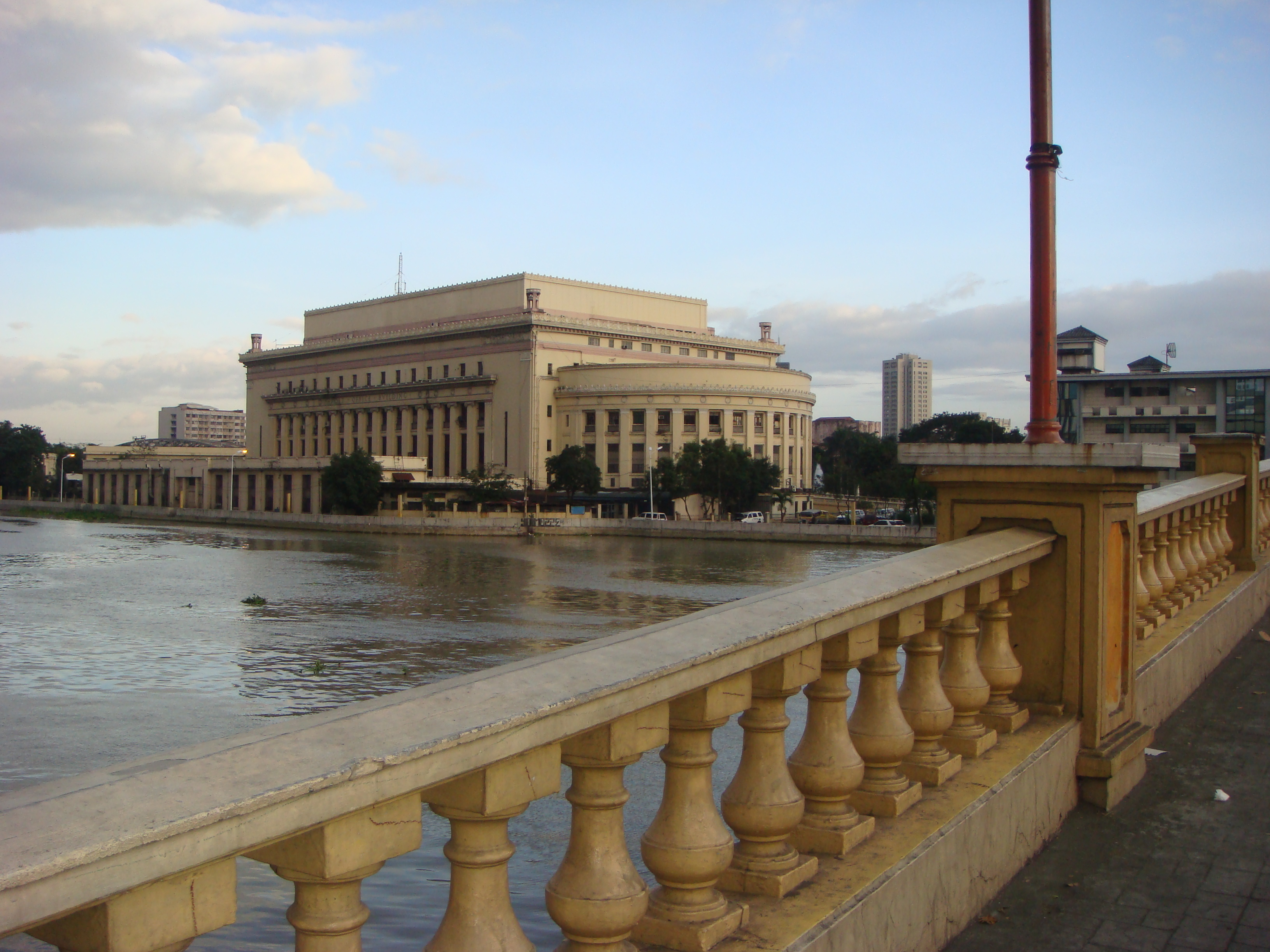
Vista de la oficina de correos de Manila desde el puente Jones.
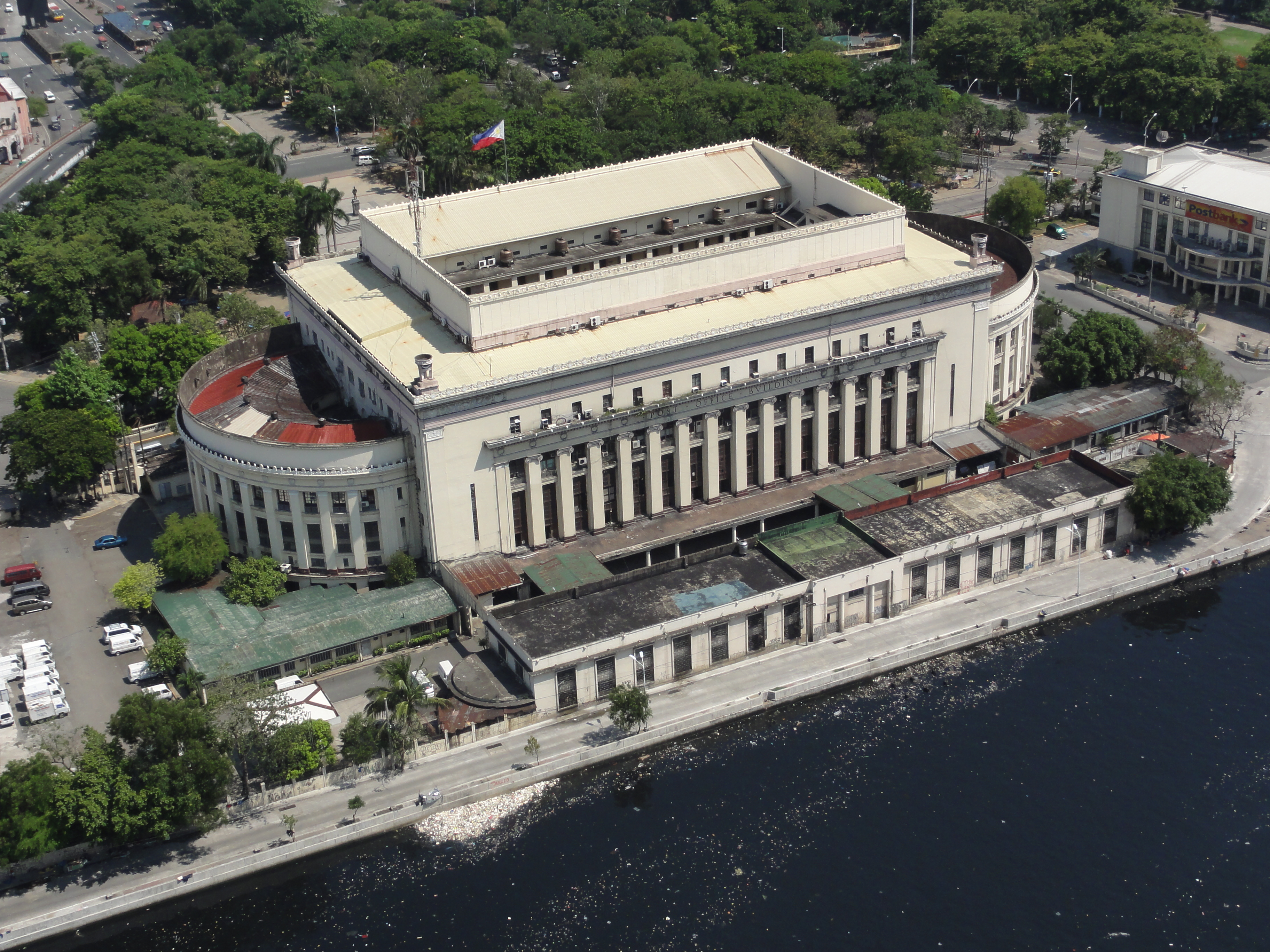
Toma aérea de la oficina de correos.
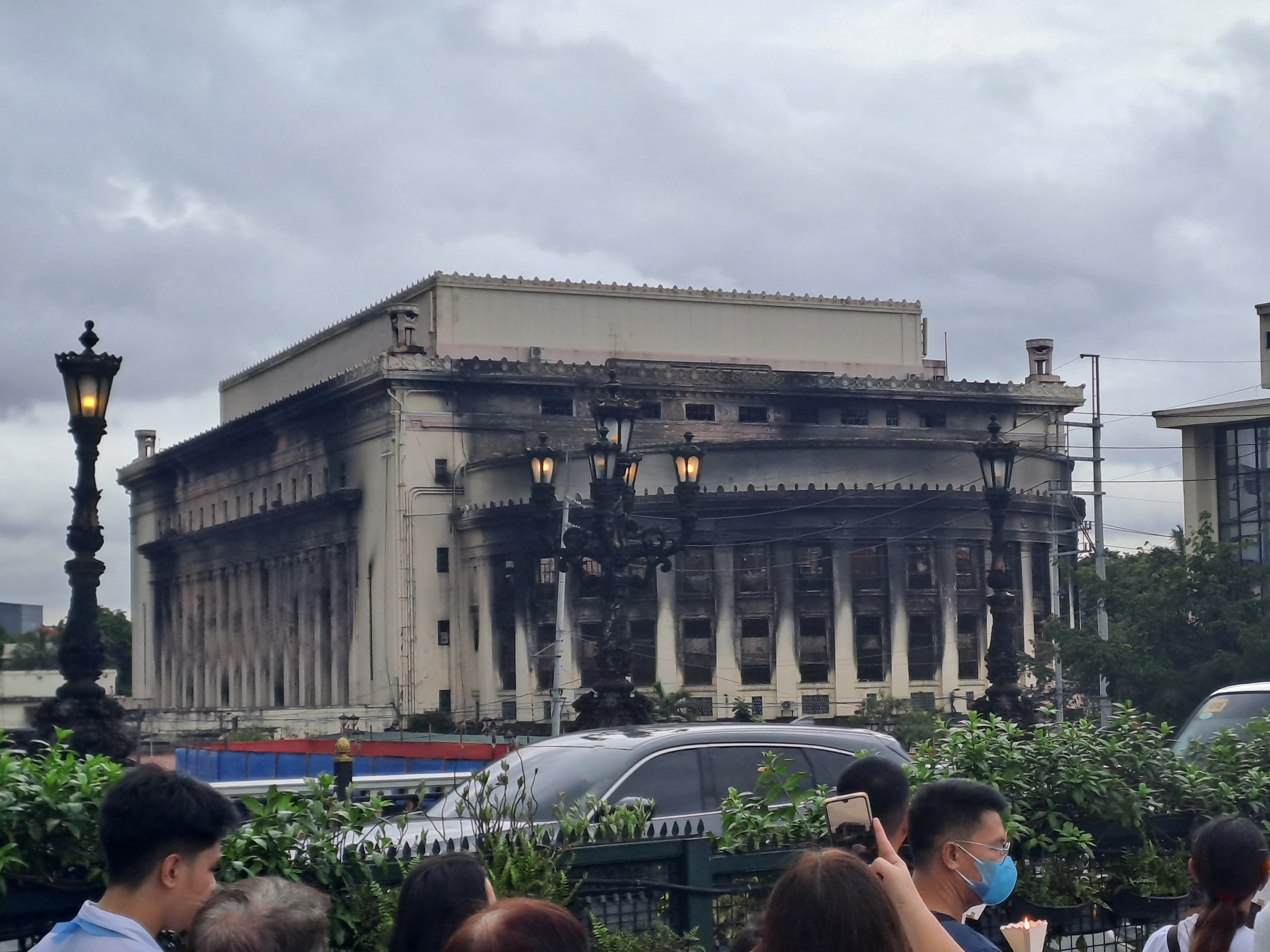
Vista lateral tras el incendio de 2023 desde el puente Jones